# Niemodlin
Niemodlin (en silésien : Ńymodlin ; en allemand : Falkenberg) est une ville polonaise située en Silésie, dans la voïvodie d'Opole et dans le powiat homonyme.

## Histoire
De 1743 à 1945, Falkenberg-en-Haute-Silésie fait partie de l'arrondissement de Falkenberg-en-Haute-Silésie dans le district d'Oppeln au sein de la province de Silésie.

## Personnalités liées à la ville
- Robert Babicz (1973-), musicien allemand
- Paweł Kukiz (1963-), Musicien et acteur polonais, engagé en politique
- Marga Meusel (1897–1953), travailleuse sociale allemande, résistante contre le nazisme

- Adolf Tortilowicz von Batocki-Friebe (1868–1944), homme politique allemand